# Мегабит в секунда
Мегабит в секунда (Mbps или Mbit/s) е мярка за измерване на скоростта на пренос на данни през даден комуникационен канал.
1 Mbps се равнява на 1000 kbps или на 1 000 000 бита в секунда.
Близка единица е мебибит в секунда (Mibps), която се базира на двоични представки, и се равнява на 1024 кибибита в секунда (kibps) или 1 048 576 бита в секунда.